# El Portal Archeological District
L'El Portal Archeological District est un district historique à El Portal, dans le comté de Mariposa, en Californie, dans le sud-ouest des États-Unis. Cet ensemble de sites archéologiques est inscrit au Registre national des lieux historiques depuis le 18 août 1978.